# Alliance fleuve Congo

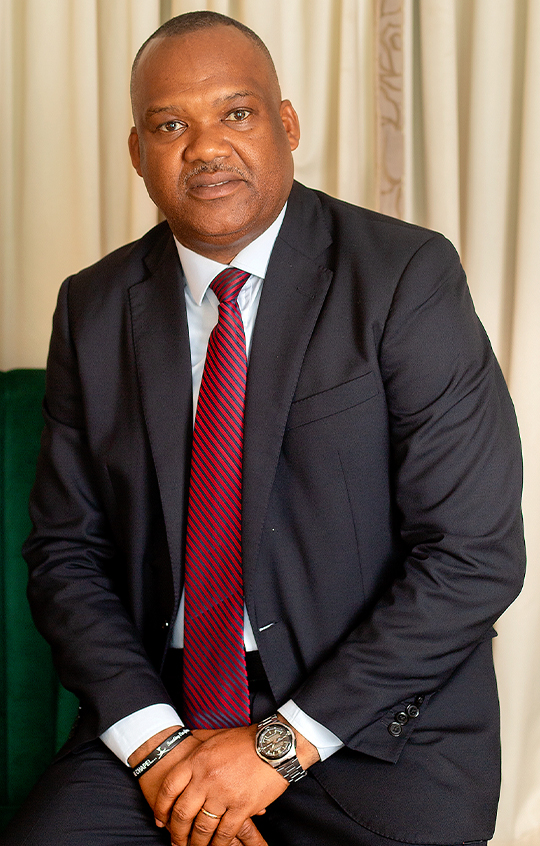
Anführer der AFC Corneille Nangaa (2023)

Die Alliance fleuve Congo (AFC) ist eine Koalition von paramilitärischen Gruppen im Osten der Demokratischen Republik Kongo. Eines der wichtigsten Mitglieder ist die Bewegung 23. März (M23).

## Geschichte
Die Koalition wurde am 15. Dezember 2023 gegründet.
Im Juli 2024 verhingen die Vereinigten Staaten Sanktionen gegen die AFC. Am 8. August verurteilte ein kongolesisches Gericht den Gründer und Anführer der AFC Corneille Nangaa Yobeluo in  seiner Abwesenheit zum Tode. Nangaa wurde wegen Kriegsverbrechen, Beteiligung an einem Aufstand und Hochverrat für schuldig befunden. Auch gegen Jean-Jacques Mamba, ein weiteres Führungsmitglied und ehemaliger Stellvertreter der nationalistischen politischen Partei Mouvement de Libération du Congo (MLC) von Jean-Pierre Bemba, sowie 23 weitere Personen wurde die Todesstrafe verhängt.
Nachdem die AFC Ende Januar 2025 die Provinzhauptstadt Goma in Nord-Kivu einnahm, richtete sie dort eine eigene Verwaltung ein. Julien Katembo Ndalieni, ein ehemaliges Mitglied der Wazalendo, wurde zum Bürgermeister ernannt. Am 5. Februar 2025 erließ ein Militärgericht in Kinshasa internationale Haftbefehle gegen Corneille Nangaa und Jean-Jacques Mamba.
Mitte Februar rückte die AFC in Bukavu, der Hauptstadt der Provinz Sud-Kivu, ein und brachte diese unter ihre Kontrolle.

## Mitglieder
Zu den Mitgliedern der AFC zählen unter anderem folgende Gruppen:
- Bewegung 23. März (M23)
- Patriotes résistants congolais (PARECO)
- Kyahanda
- FPDC
- Twirigwaneho
- Force de résistance patriotique d’Ituri (FRPI)
- Chini ya Kilima